# Mylène Demongeot
Marie-Hélène Demongeot detta Mylène (Nizza, 29 settembre 1935 – Parigi, 1º dicembre 2022) è stata un'attrice e modella francese, che fu in attività dai primi anni cinquanta.
Nel 2005 e nel 2007 ottenne due candidature al Premio César per la migliore attrice non protagonista per le interpretazioni in 36 Quai des Orfèvres e La Californie. Girò oltre ottanta film (tra gli altri, quelli della trilogia su Fantômas) e, specialmente nella seconda parte della carriera, lavorò anche per la televisione.

## Biografia
Suo nonno, Marie Joseph Marcel Demongeot (1869-1917), cavaliere della Legion d'onore, di cui fu insignito l'11 luglio 1914, comandante del 76° régiment d'infanterie, nel 1895 aveva sposato l'aristocratica Clotilde Caroline Innocente Marie Faussone di Clavesana, di origine piemontese, figlia del Conte Alfred Faussone di Clavesana e di Marie Laurenti-Roubaud.
Figlia di Alfred Jean Demongeot (1897-1961), ex funzionario del Ministero dell'economia e delle finanze e Claudia Troubnikova (1904-1986, di origine ucraina), Mylène si trasferì a Parigi con la famiglia quando era ancora adolescente e prese lezioni di pianoforte da Marguerite Long e Yves Nat. Si iscrisse poi ai corsi di recitazione di René Simon, che lasciò presto per seguire quelli di Marie Ventura. Fisico da pin-up e capelli biondo platino (qualità che l'hanno spesso fatta paragonare a Brigitte Bardot), debuttò non ancora diciottenne nel cinema nel 1953 ne I figli dell'amore, diretta da Léonide Moguy.

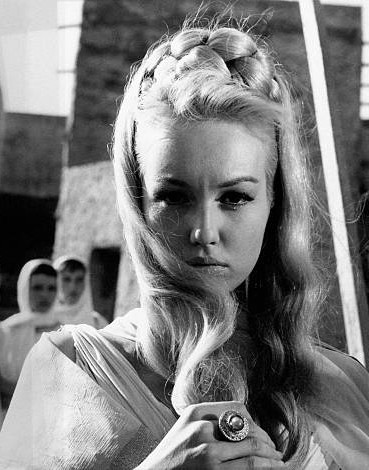
Mylène Demongeot nel film Il ratto delle Sabine (1961)

Parallelamente portò avanti l'attività di fotomodella per immagini pubblicitarie. In quest'ambito conobbe nel 1956 il fotografo Henri Coste, di cui si innamorò. Fu appunto sulla base di una serie di fotografie di Coste che la Demongeot venne scelta per il film Le vergini di Salem (1957) di Raymond Rouleau, in cui interpretò il ruolo di Abigail Williams, che le diede la notorietà e le fece ottenere il premio — come migliore interprete femminile — al Festival internazionale del cinema di Karlovy Vary e la candidatura nel 1958 alla British Academy of Film and Television Arts per la stessa interpretazione.
Sempre nel 1958, la Demongeot sposò Coste, più anziano di lei di diversi anni e reduce da un divorzio. Resteranno insieme fra alti e bassi (e con voci, a inizio anni sessanta, di una liaison amoreuse con il cantautore Antônio Carlos Jobim), fino al 1968, quando l'attrice, ormai separatasi da Coste, conoscerà e sposerà il regista Marc Simenon, figlio del noto scrittore Georges Simenon, con cui rimarrà dal 1968 fino alla morte di Simenon, avvenuta nel 1999 per una caduta accidentale. Ha raccontato molto della sua vita (e del suo amore giovanile per l'attore Gérard Philipe nell'autobiografia Tiroirs secrets, pubblicata a Parigi da Pre Aux Clercs nel 2003 (ISBN 2842281314 ).

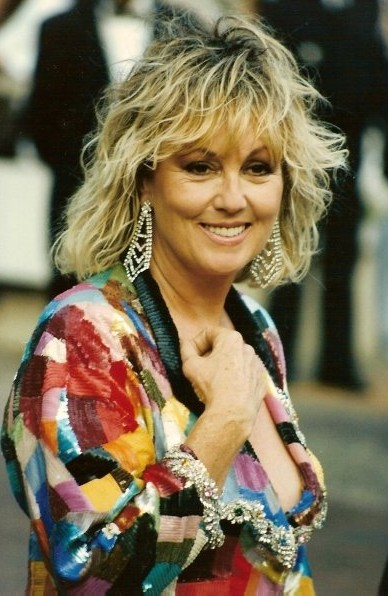
Mylène Demongeot al festival di Cannes 1990

La Demongeot fu particolarmente apprezzata per l'ironia delle sue interpretazioni giovanili. Fu interprete, negli anni sessanta, e in coincidenza con l'esplosione del fenomeno Hollywood sul Tevere (Cinecittà), di diversi film sentimentali di cassetta o di genere peplum, fra cui La battaglia di Maratona (1959). Prese parte anche a produzioni di genere poliziottesco.
L'attrice recitò inoltre in un film sulla saga de I tre moschettieri, nella parte di Milady de Winter, pellicola franco-italiana diretta da Bernard Borderie e immessa sul mercato nel 1961, ma realizzata in due epoche diverse e suddivisa in due titoli differenti: I tre moschettieri e La vendetta dei moschettieri. La Demongeot legò poi il suo nome alla trilogia di commedie su Fantômas, Fantomas 70 (1964), Fantomas minaccia il mondo (1965) e Fantomas contro Scotland Yard (1967), in cui fu diretta da André Hunebelle. Negli Stati Uniti recitò al fianco di David Niven nel film Buongiorno tristezza (1958) di Otto Preminger, tratto dal romanzo omonimo di Françoise Sagan.

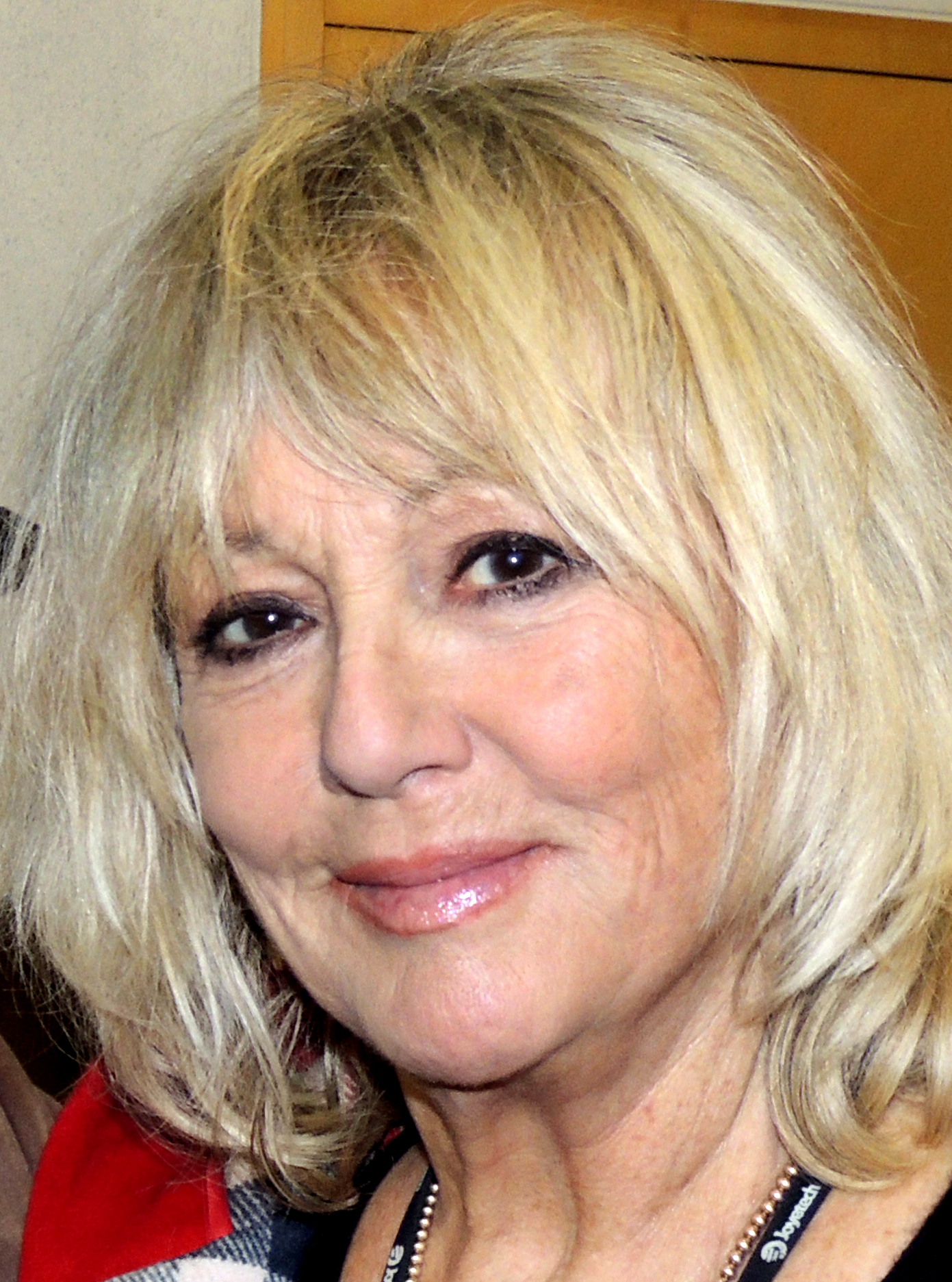
Mylène Demongeot al Waterloo Historical Film Festival nell'ottobre 2014

Dopo la morte del secondo marito, il regista Marc Simenon, divise il suo tempo fra la scrittura e l'attività di animalista oltre che le battaglie civili contro l'alcolismo e l'uso delle mine antiuomo condotte a fianco dell'associazione HAMAP (Halte Aux Mines AntiPersonnel), di cui era madrina. Non lasciò tuttavia il mondo dello spettacolo, tornando invece a lavorare con autori come Michel Gérard, Bertrand Blier e Cédric Kahn, in produzioni cinematografiche di impronta femminista come La Piste du télégraphe di Liliane de Kermadec o Victoire di Stéphanie Murat. Nel 2007 fu insignita dal governo francese dell'onorificenza di Commendatore dell'Ordre des arts et des lettres.
Mylene Demongeot è morta a 87 anni nel 2022 in un ospedale parigino per un cancro al peritoneo.

## Filmografia

### Cinema
- I figli dell'amore (Les Enfants de l'amour), regia di Léonide Moguy (1953)
- Frou-Frou, regia di Augusto Genina (1955)
- Ragazze folli (Futures vedettes), regia di Marc Allégret (1955)
- It's a Wonderful World, regia di Val Guest (1956)
- Papà, mammà, mia moglie ed io (Papa, maman, ma femme et moi...), regia di Jean-Paul Le Chanois (1956)
- La febbre del possesso (Une Manche et la belle), regia di Henri Verneuil (1957)
- Quand vient l'amour, regia di Maurice Cloche (1957)
- Le vergini di Salem (Les Sorcières de Salem), regia di Raymond Rouleau (1957)
- Fatti bella e taci (Sois belle et tais-toi), regia di Marc Allégret (1958)
- Buongiorno tristezza (Bonjour tristesse), regia di Otto Preminger (1958)
- Quella notte (Cette nuit là...), regia di Maurice Cazeneuve (1958)
- La battaglia di Maratona regia di Jacques Tourneur (1959)
- La notte brava regia di Mauro Bolognini (1959)
- Su e giù per le scale (Upstairs and Downstairs), regia di Ralph Thomas (1959)
- Le donne sono deboli (Faibles Femmes), regia di Michel Boisrond (1959)
- Il vento si alza (Le Vent se lève), regia di Yves Ciampi (1959)
- Un amore a Roma, regia di Dino Risi (1960)
- Sotto dieci bandiere regia di Duilio Coletti (1960)
- Il ratto delle Sabine, regia di Richard Pottier (1961)
- I tre moschettieri (Les trois mousquetaires: Première époque - Les ferrets de la reine), regia di Bernard Borderie (1961)
- La vendetta dei moschettieri (Les trois mousquetaires: La vengeance de Milady), regia di Bernard Borderie (1961)
- Il coraggio e la sfida (The Singer Not the Song) regia di Roy Ward Baker (1961)
- Copacabana Palace regia di Steno (1962)
- I Don Giovanni della Costa Azzurra, regia di Vittorio Sala (1962)
- Dottore nei guai (Doctor in Distress), regia di Ralph Thomas (1963)
- Il diavolo sotto le vesti (A cause, a cause d'une femme), regia di Michel Deville (1963)
- Oro per i Cesari, regia di Riccardo Freda, André De Toth, Sabatino Ciuffini (1963)
- L'appartamento delle ragazze (L'Appartement des filles), regia di Michel Deville (1964)
- Sciarada alla francese (Chechez l'idole), regia di Michel Boisrond (1964)
- Fantomas 70 (Fantômas), regia di André Hunebelle (1964)
- Fantomas minaccia il mondo (Fantômas se déchaîne), regia di André Hunebelle (1965)
- La capanna dello zio Tom (Onkel Toms Hütte), regia di Géza von Radványi (1965)
- Oss 117 furia a Bahia (Furia à Bahia pour OSS 117), regia di André Hunebelle (1965)
- Un avventuriero a Tahiti (Tendre Voyou), regia di Jean Becker (1966)
- 100 ragazze per un playboy (Bel Ami 2000 oder Wie verführt man einen Playboy?), regia di Michael Pfleghar (1966)
- Fantomas contro Scotland Yard (Fantomas contre Scotland Yard) regia di André Hunebelle (1967)
- Mash, la guerra privata del sergente O'Farrell (The Private Navy of Sgt. O'Farrell), regia di Frank Tashlin (1968)
- Une cigarette pour un ingénu, regia di Gilles Grangier (1968)
- Una su 13 (12 + 1), regia di Nicolas Gessner (1969)
- L'assassino colpisce all'alba (L'assassin frappe a l'aube), regia di Marc Simenon (1970)
- L'uomo di Marsiglia (L'Explosion), regia di Marc Simenon (1971)
- Montréal blues, regia di Raymond Cloutier e Pascal Gélinas (1972)
- Quel caldo amore (Quelques arpents de neige), regia di Denis Héroux (1972)
- Le pavillon de verre, regia di François Gerber (1972)
- Quattro supermatti in viaggio (J'ai mon voyage!), regia di Denis Héroux (1973)
- Ultimatum alla polizia (Par le sang des autres), regia di Marc Simenon (1974)
- Les Noces de porcelaine, regia di Roger Coggio (1975)
- Il pericolo è il mio mestiere (Il Faut vivre dangereusement), regia di Claude Makovski (1975)
- L'Échappatoire, regia di Claude Patin (1977)
- Un jour un tueur, regia di Serge Korber (1979)
- Signé Furax, regia di Marc Simenon (1981)
- 1960, terza liceo... e fu tempo di rock and roll (Surprise Party), regia di Roger Vadim (1983)
- Le Bâtard, regia di Bertrand Van Effenterre (1983)
- Flics de choc, regia di Jean-Pierre Desagnat (1983)
- La Nuit rouge, regia di Jean-Marie Richard (1983)
- Retenez-moi... ou je fais un malheur!, regia di Michel Gérard (1984)
- Yoroppa tokkyu, regia di Yutaka Ohara (1984)
- Mon ami Washington, regia Helvio Soto (1984)
- Paulette, la pauvre petite milliardaire, regia di Claude Confortès (1986)
- Lui portava i tacchi a spillo (Tenue de soirée), regia di Bertrand Blier (1986)
- La Piste du télégraphe, regia di Liliane de Kermadec (1994)
- L'Homme idéal, regia di Xavier Gélin (1997)
- Nous sommes tous des gagnants, regia di Claude Dray – cortometraggio (1998)
- Victoire, regia di Stéphanie Murat (2004)
- 36 Quai des Orfèvres, regia di Olivier Marchal (2004)
- Tokyo Tower, regia di Takashi Minamoto (2005)
- Camping, regia di Fabien Onteniente (2006)
- La Californie, regia di Jacques Fieschi (2006)
- Les toits de Paris, regia di Hiner Saleem (2007)
- Tricheuse, regia di Jean-François Davy (2009)
- Oscar et la dame rose, regia di Éric-Emmanuel Schmitt (2009)
- Camping 2, regia di Fabien Onteniente (2010)
- Maman!, regia di Hélène de Fougerolles – cortometraggio (2011)
- Si tu meurs, je te tue, regia di Hiner Saleem (2011)
- On My Way (Elle s'en va), regia di Emmanuelle Bercot (2013)
- Camping 3, regia di Fabien Onteniente (2016)
- Quello che so di lei (Sage femme), regia di Martin Provost (2017)
- Il peggior lavoro della mia vita (Maison de retraite), regia di Thomas Gilou (2022)

### Televisione
- Le inchieste dell'agenzia O (Les Dossiers de l'Agence O) – serie TV, episodi 1x04-1x12 (1968)
- Les Aventures du capitaine Lückner – serie TV, episodio 3x01 (1973)
- Recherche dans l'intérêt des familles – serie TV, episodio 1x01 (1977)
- Douze heures pour mourir, regia di Abder Isker – film TV (1978)
- Kick, Raoul, la moto, les jeunes et les autres – serie TV, episodio 1x06 (1980)
- Marion non ci crede (Marion) – serie TV, 6 episodi (1982)
- Série noire – serie TV, episodio 1x04 (1984)
- Big Man – serie TV, 6 episodi (1988)
- L'uomo che viveva al Ritz (The Man Who Lived at the Ritz), regia di Desmond Davis – film TV (1989)
- Vacances au purgatoire, regia di Marc Simenon (1992)
- Minder – serie TV, episodio 10x02 (1994)
- Chien et chat – serie TV, episodio 1x03 (1995)
- Chercheurs d'or, regia di Marc Simenon – miniserie TV (1996)
- La Tête haute, regia di Gérard Jourd'hui – film TV (2005)
- Le Fantôme du lac, regia di Philippe Niang – film TV (2007)
- La Balade de Lucie, regia di Sandrine Ray – film TV (2013)
- Les Mauvaises Têtes, regia di Pierre Isoard – film TV (2013)
- Des roses en hiver, regia di Lorenzo Gabriele – film TV (2014)
- No Limit – serie TV, episodi 3x05-3x06 (2015)
- 3 Mariages et un coup de foudre, regia di Gilles de Maistre – film TV (2016)
- Caïn – serie TV, episodio 5x02 (2017)
- Infidèle – miniserie TV, 3 puntate (2019)
- À l'intérieur – serie TV, 6 episodi (2018-2019)
- Capitaine Marleau – serie TV, episodio 4x02 (2021)

## Riconoscimenti
- BAFTA
  - 1958 – Candidatura alla migliore attrice debuttante per Le vergini di Salem

- Festival internazionale del cinema di Karlovy Vary
  - 1957 – Migliore attrice per Le vergini di Salem

- Premio César
  - 2005 – Candidatura alla migliore attrice non protagonista per 36 Quai des Orfèvres
  - 2007 – Candidatura alla migliore attrice non protagonista per La Californie

## Doppiatrici italiane
- Maria Pia Di Meo in Un amore a Roma, La battaglia di Maratona, Il ratto delle Sabine, Le donne sono deboli, Sotto dieci bandiere, I tre moschettieri, La vendetta dei moschettieri, Un avventuriero a Tahiti
- Rosetta Calavetta in Buongiorno tristezza, Le vergini di Salem
- Fiorella Betti in La notte brava, Fantomas 70
- Rita Savagnone in Fantomas minaccia il mondo, Fantomas contro Scotland Yard
- Mirella Pace in Una su 13
- Vittoria Febbi in Ultimatum alla polizia
- Angiola Baggi in 36 Quai des Orfèvres
- Stefania Romagnoli in Luci nella notte
- Paila Pavese in Quello che so di lei
- Mirta Pepe in Il peggior lavoro della mia vita